# Jaswantpura
Jaswantpura är en ort i Indien.   Den ligger i distriktet Jalore och delstaten Rajasthan, i den västra delen av landet, 600 km sydväst om huvudstaden New Delhi. Jaswantpura ligger 274 meter över havet och antalet invånare är 4 399.
Terrängen runt Jaswantpura är kuperad västerut, men österut är den platt. Runt Jaswantpura är det ganska tätbefolkat, med 160 invånare per kvadratkilometer. Det finns inga andra samhällen i närheten. Trakten runt Jaswantpura består till största delen av jordbruksmark.